# LAPA FA-03
LAPA FA-03 foi um fuzil do tipo bullpup desenvolvido no Brasil pela empresa LAPA (Laboratório de Pesquisa de Armamento Automático), e projetado por seu proprietário, Nelmo Suzano (1930-2013). A sigla FA-03 significa "Fuzil de Assalto modelo 03".

## Características
O desenvolvimento e a produção do fuzil-protótipo ocorreram entre 1978 e 1983, com outros dois modelos sendo planejados (um de submetralhadora 9mm e outro de .22) com o intuito de ter armas domésticas e militares para venda interna e exportação. O FA-03 foi o único modelo bullpup feito pela LAPA e apenas um protótipo foi construído. O FA-3 era um fuzil de assalto com registro seletor de tiro baseado no sistema padrão operado por pistão com trava de ferrolho rotativo.
Uma característica do FA-03 era a ausência da posição seguro (trava de segurança) para fogo. Uma única alavanca é definida para um dos três modos de disparo: “30” para automático, “3” para rajada de 3 tiros, “1” para disparo semiautomático; e os dois modos de ação “SA” para ação única [single action] e “DA” para ação dupla [double action]). O fuzil se mantinha estável em rajadas de 3 tiros, tanto do ombro quanto do quadril (posição de assalto).
O arranjo do fuzil bullpup o tornava o mais compacto possível sem encurtar o cano a um ponto em que a eficiência balística fosse degradada. Para tanto, o gatilho foi movido para frente e o mecanismo de disparo, junto com o carregador, foi encaixado na cavidade da coronha. A janela de ejeção podia ser ajustada de forma ambidestra, porém com a ejeção apenas para o lado direito.

## Desmontagem
A desmontagem de primeiro escalão para limpeza de rotina era relativamente simples e não requeria ferramentas. Depois de retirar o carregador e verificar se a arma está descarregada, o retém da soleira é removido lateralmente para a direita, o que permite que a soleira junto com a mola recuperadora e seu alojamento sejam puxados para fora da coronha. O retém de desmontagem, na lateral da empunhadura da pistola, é então removido da arma lateralmente para a direita, separando o corpo em duas metades. A metade inferior, que inclui o alojamento do carregador, a empunhadura da pistola e o guarda-mão, alojam o mecanismo de disparo, que fica totalmente exposto para limpeza normal, não sendo necessária a desmontagem adicional desse grupo. Com a alavanca de manejo puxada para a posição traseira, a tampa plástica superior poderia ser removida, expondo o cano/conjunto do ferrolho. A tampa da caixa da culatra tubular de metal seria desparafusada, e isso permitiria que o ferrolho e o conjunto do ferrolho deslizassem para fora. A haste de gases e o pistão podem então ser removidos. Um procedimento invertido é usado para remontar a arma.

## Ergonomia
O LAPA FA-03 era ergonomicamente agradável de carregar e manejar. O retém frontal da bandoleira gira livremente em torno do cano, e acoplado a um retém traseiro de duas posições (por cima/por baixo da coronha), permite que o fuzil seja carregado em várias posições; sendo notado seu conforto em longas marchas.
Suzano, o criador, acreditava que o modo de ação dupla funcionava muito bem como trava de segurança, pois para conseguir atirar nessa posição iria precisar de uma puxada bem forte e demorada no gatilho, o que não iria acontecer por acidente ou fadiga do mecanismo. Isso também assegurava a impossibilidade de disparos acidentais quando o cão (martelo que bate no percussor) se solta por algum problema técnico que a arma poderia ter.
O fuzil LAPA FA-03 tinha um armação de plástico que protegia o mecanismo da arma contra agentes externos (água, areia, poeira, etc.) e diminuía consideravelmente o peso total da arma. Originalmente o fuzil recebeu um sistema de alimentação por um carregador plástico, mas recebeu algumas mudanças para ser alimentado pelos carregadores STANAG metálicos para facilitar a exportação para países que usavam outros tipos de carregadores.
O LAPA FA-03 era um fuzil calibrado em 5,56x45mm OTAN, munição M193 (55 grãos) americana, o passo do cano era de 1:12 (uma volta em 305mm); com planos para a futura munição padrão FN SS109 belga de 62 grãos, que viria a ser adotada como padrão pela OTAN. Os exemplares de produção teriam os canos adaptados para a nova munição SS109 da OTAN. Ronaldo Olive assim explicou os problemas com a munição durante os testes do LAPA FA-03:
Há muito tempo, Nelmo Suzano, o projetista do fuzil, me disse que logo depois de ter sido enviado ao Campo de Provas da Marambaia do Exército Brasileiro, no Rio de Janeiro, para o programa oficial de certificação que o liberaria para produção em série (não era, de fato, uma avaliação do Exército para possível uso), ele recebeu relatórios de que três problemas de extração de cartuchos haviam ocorrido em cerca de 500 disparos. Como ele e várias outras pessoas, inclusive eu, já haviam disparado milhares de tiros com a arma praticamente sem problemas, ele ficou surpreso e se dirigiu ao centro de testes para recuperar o fuzil e as 5.500 munições restantes das 6.000 munições totais da CBC, adquiridas para os testes. Um exame detalhado da arma não mostrou problemas, tanto internos quanto externos, então o Nelmo voltou sua atenção para a munição.

Os cartuchos envolvidos nos incidentes apresentaram o que ele chamou de "protuberâncias de sobrepressão". Após examinar uma medição de cada uma das munições não-disparadas, ele descobriu que 64% delas apresentavam discrepâncias de tamanho ou formato que levariam a variações inaceitáveis de folga quando carregadas e disparadas. Mais ainda, foram encontradas algumas balas com a espoleta montada para trás (!) e algumas tinham a bala fora de alinhamento com o cartucho. O Nelmo então levou as munições com defeito para a fábrica da CBC e mostrou-as a um executivo da empresa, que não poderia dar explicações satisfatórias além de dizer que as “cabeças rolariam”… No caso, o fuzil não foi devolvido ao Campo de Provas da Marambaia, outros associados da empresa LAPA desistiram de sua participação financeira no programa e Nelmo foi deixado em paz. Naquela época, ele havia recebido um pedido das forças armadas da Malásia que desejavam que oito armas fossem enviadas imediatamente para um programa de avaliação que levaria à produção local do fuzil bullpup brasileiro. Ele não podia ter as armas prontas a curto prazo, então a coisa toda não prosseguiu. Recorde-se que, mais tarde, o Steyr AUG foi adotado pela Malásia e produzido lá sob licença...— Ronaldo Olive em Fuzil bullpup LAPA: a história final 

## Resultado

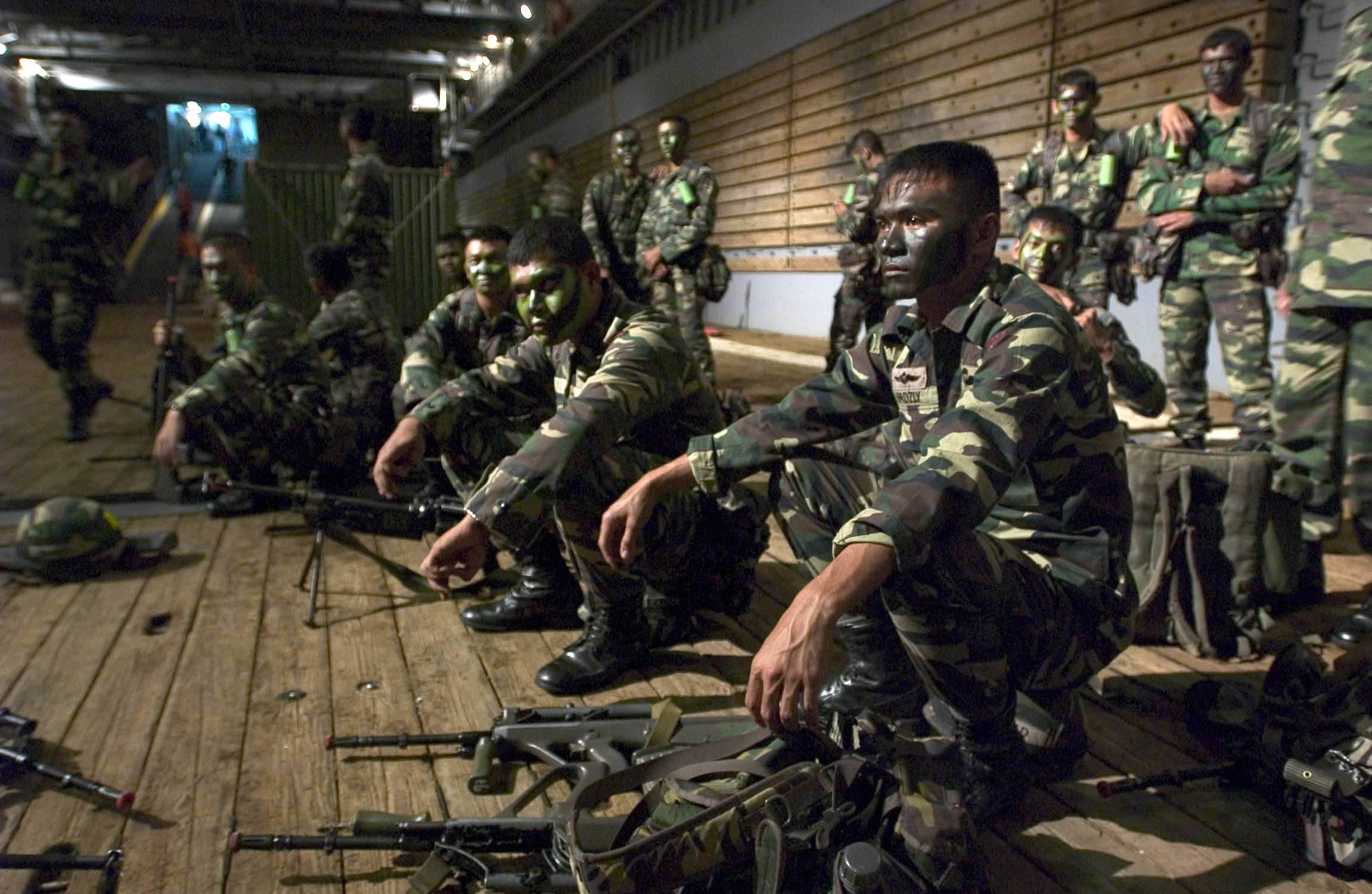
Paraquedistas do 9º Regimento Real Malaio com o Steyr AUG durante o exercício Cooperation Afloat Readiness and Training (CARAT), 30 de julho de 2006.

Os membros das forças armadas que testaram o FA-03, o descartaram com a justificativa de que ele se parecia com um brinquedo (por conta do plástico e o design bullpup) e pelo baixo peso. Apesar de diminuir o peso da arma, o plástico não afetava seu controle em fogo automático.
O desenho bullpup do FA-03 era uma novidade quando foi projetado, o que trouxe o ceticismo do comando do exército. As únicas armas da época com esta configuração eram o FAMAS francês e o Steyr AUG austríaco. Os fuzis bullpup tornar-se-iam populares na Ásia, e a Malásia chegou a se interessar pelo LAPA FA-03 mas, devido aos problemas de produção supracitados, os malásios acabaram optando pelo Steyr AUG, fabricando-o sob licença pela SME Ordnance.
O LAPA FA-03 nunca passou do protótipo e apenas um único protótipo foi produzido.

## Na cultura popular
O fuzil LAPA é usado pelos brasileiros, e pelo protagonista em particular, na guerra da Guiana Francesa no livro de ficção científica Selva Brasil (2010), de Roberto de Sousa Causo.